# Смилен Сейменски
Смилен Димитров Сейменски е български революционер, деец на Вътрешната македоно-одринска революционна организация и на Върховния македоно-одрински комитет.

## Биография
Смилен Димитров е роден през 1866 година в Падеш, тогава в Османската империя. Завършва средно образование в Горна Джумая и работи като учител в село Бистрица. Инициатор е на построяването на църква в родното му село. Основава революционен комитет в Падеш. Подпомага активно четите на ВМОК. Убит в 1901 година.
Името му носи читалището в Падеш.